# João de Abreu (esgrimista)
João de Abreu (nascido em 31 de maio de 1948, em Queluz) é um esgrimista português. Ele competiu nos Jogos Olímpicos de Verão de 1968, realizados na Cidade do México.